# Pat Martino
Pour les articles homonymes, voir Martino.
Pat Martino, nom de scène de Patrick Carmen Azzara, né le 25 août 1944 à Philadelphie et mort le 1er novembre 2021,, est un guitariste et compositeur de jazz américain.

## Biographie
Pat Martino fit ses premiers accords à l'âge de 12 ans et devint professionnel en 1961, à l'âge de 17 ans. C'est par son père, Carmen « Mickey » Azzara, chanteur dans des clubs locaux de Philadelphie ayant pris quelques leçons de guitare avec Eddie Lang, qu'il découvre le jazz et apprend la musique entre de bonnes mains : Dennis Sandole (en) pour l'harmonie, leçons avec Johnny Smith (son fameux legato) et quelques rencontres avec Wes Montgomery.
Le style de Pat Martino est inimitable : créateur et incisif, un phrasé staccato très rapide et harmoniquement très riche, en font un des principaux guitaristes de bebop à l'instar de Joe Pass, Wes Montgomery ou Jim Hall.
Dans le monde de la musique pop rock, il a inspiré à Michael Sembello la complexe partie de guitare du morceau instrumental Contusion sur l'album Songs in the Key of Life de Stevie Wonder.
En marge d'une carrière solo, les albums East!, Bayina, Footprints"...[pas clair] Pat Martino a toujours continué une carrière de sideman notamment avec Eric Kloss (en) ou Willis Jackson.
En 1980, des problèmes de santé viennent bouleverser sa vie et sa carrière : un caillot de sang est décelé au niveau de son cerveau et menace de provoquer une rupture d'anévrisme. L'opération décidée (Pat Martino ne peut en effet plus jouer normalement) puis subie a pour conséquence la plus lourde une perte totale de mémoire à son réveil. Il réapprend à jouer de la guitare en écoutant ses propres disques, et revient sur scène en trio jusqu'à être élu « Guitariste de l'année 2004 » par le magazine américain Down Beat.
Il meurt le 1er novembre 2021 à l'âge de 77 ans.

## Discographie
- Pat Martino (1966), Vanguard – unreleased LP[Information douteuse]
- El Hombre (1967), Prestige
- Strings! (1967), Prestige
- East! (1968), Prestige
- Baiyina (The Clear Evidence) (1968) , Prestige
- Desperado (1970), Prestige
- Footprints (1972), 32 Jazz
- The Visit (1972), Cobblestone Records
- Live! (1972), Muse Records
- Head & Heart: Consciousness / Live (1972), 32 Jazz
- Essence (1973), Muse
- Consciousness (1974), Muse
- We'll be together again (1976), Muse
- Starbright (1976), Warner Bros.
- Joyous Lake (1976), Warner Bros.
- Exit (1977), Muse – MR 5075, enregistré le 10 février 1976
- The Return (1987), Muse
- The Maker (1994), Evidence
- Interchange (1994), Muse
- Night Wings (1996), Muse
- Cream (1997), 32 Jazz
- All Sides Now (1997), Blue Note
- Stone Blue (1998), Blue Note – avec le batteur Kenwood Dennard et le claviériste Delmar Brown ayant participé à l'album Joyous Lake
- Fire Dance (1998), Mythos
- Comin' and Goin': Exit & the Return (1999)
- First Light (1999), 32 Jazz – compilation de Joyous Lake et Starbright
- Impressions (1999), Camden
- Givin' Away the Store, Vol. 3 (2000), 32 Jazz
- The Philadelphia Experiment (2001), Ropeadope
- Live at Yoshi's (2001), Blue Note
- Think Tank (2003), Blue Note
- Timeless Pat Martino (2003), Savoy Jazz
- Starbright/Joyous Lake (2006), Collectables
- Remember: A Tribute to Wes Montgomery (2006), Blue Note
- Undeniable (2011), High Note
- Alone together with Bobby Rose (2012), High Note
- Nexus (2015), High Note Records – avec Jimi Ridl
- Formidable (2017), High Note Records

## Distinctions
- 1995 Mellon Jazz Festival dedicated in honor[6]
- 1996 Philadelphia Alliance Walk of Fame Award[7]
- 1997 National Academy of Recording Arts & Sciences Songs from the Heart Award[8]
- 2002 Grammy Award nominations for Best Jazz Instrumental Album, Live at Yoshi's, and Best Jazz Instrumental Solo on "All Blues"[9]
- 2002 National Academy of Recording Arts & Sciences 2nd Annual Heroes Award[10]
- 2003 Grammy nominations for Best Jazz Instrumental Album, Think Tank, and Best Jazz Instrumental Solo on "Africa"[11]
- 2004 Guitar Player of the Year, DownBeat Magazine's 2004 Readers' Poll[4]
- 2016 Pennsylvania State Senator Vincent Hughes and his wife Sheryl Lee Ralph-Hughes presented Pat Martino with the Jazz Legacy Award[12]

## Matériel
Après un accord avec la marque de guitare Gibson dans les années 1990, Pat Martino utilise son propre modèle signature fabriqué par le luthier américain  Bob Benedetto (en).